# 尾萼蔷薇
尾萼蔷薇（学名：Rosa caudata），为蔷薇科蔷薇属下的一个植物变种。